# Łosośna (Grodno)

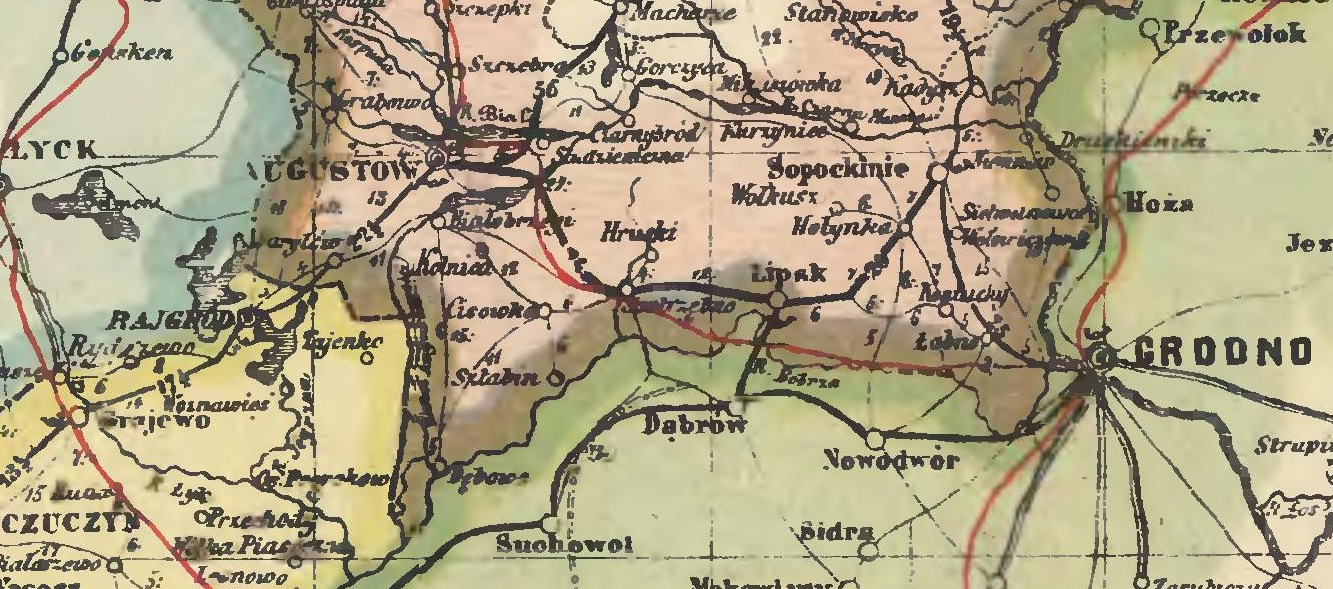
Pogranicze powiatu augustowskiego w guberni suwalskiej (różowy) oraz powiatów sokólskiego i grodzieńskiego w guberni grodzieńskiej (zielony) w 1911 r.

Łosośna (biał. Ласосна, Łasosna; ros. Лососна, Łososna) – część rejonu kastrycznickiego miasta Grodno na Białorusi.

## Historia
Wieś ekonomii grodzieńskiej.
Po III rozbiorze znalazła się w granicach zaboru pruskiego. Wedle anegdoty most na Łosośnie pod Grodnem nazywano wówczas najdłuższym mostem na świecie, ponieważ przekroczenie go „zajmowało” 13 dni. Wynikało to z faktu, że w tym miejscu na rzece przebiegała granica między Królestwem Prus, gdzie posługiwano się kalendarzem gregoriańskim, a Cesarstwem Rosyjskim, w którym używano kalendarza juliańskiego. Podróżujący z Grodna do Łosośny „tracił” 13 dni.
Po traktacie tylżyckim Łosośna stała się miejscowością graniczną w Królestwie Polskim – na Łosośnie (Łososiance) przebiegała granica między „Kongresówką” a Cesarstwem Rosyjskim.
W 2 poł. XIX w. wieś i osada młyńska Łososna leżały w gminie Łabno, w powiecie augustowskim guberni augustowskiej, a następnie suwalskiej. Mieszkańcy należeli do parafii w Adamowiczach.
W 1827 r. było tu 16 domów i 97 mieszkańców, zaś przed 1884 – 18 domów i 152 mieszkańców.
W dwudziestoleciu międzywojennym Łosośna znajdowała się w gminie Łabno, w powiecie augustowskim województwa białostockiego Rzeczypospolitej Polskiej. Istniała tu szkoła powszechna. 
Po agresji sowieckiej wieś znalazła się pod władzą radziecką. W latach 1940–1954 (z przerwą na okupację niemiecką – Bezirk Bialystok) Łosośna była centrum sielsowietu w rejonie sopoćkińskim BSRR. Następnie – jedną z wsi w sielsowiecie Podłabienie, w rejonie grodzieńskim obwodu grodzieńskiego. 
W 1957 r. prawobrzeżną część Łosośny włączono do Grodna.
24 kwietnia 2008 r. cała Łosośna została włączona w granice Grodna.
W 2021 r. na terenie Grodna istniało kilka lokalizacji o nazwie Łosośna, powiązanych etymologicznie i topograficznie z dawną wsią w gminie Łabno, m.in.: osiedla Łososno I (Лососнo-1: 53°40′15″N 23°45′39″E/53,670833 23,760833), Łososno II (Лососнo-2: 53°40′04″N 23°45′59″E/53,667778 23,766389), Łososno III (Лососнo-3: 53°39′53″N 23°45′44″E/53,664722 23,762222), Łososno IV (Лососнo-4: 53°39′30″N 23°45′17″E/53,658333 23,754722), ulica Łosośna (53°40′04″N 23°46′20″E/53,667778 23,772222), park leśny Łosośna (лесопарк Лососно: 53°40′36″N 23°47′36″E/53,676667 23,793333) wszystkie po lewej stronie rzeki Łosośna. 
Stacje kolejowa Łosośno (станция Лососно) związana jest z topografią dawnej gminy Hornica, w powiecie grodzieńskim, w której w 1924 r. znajdowały się ponadto osady młyńskie Łosośna I-III. Na mapie WIG-u przystanek Łosośna widoczny jest na południowy wschód od Łosośny w gminie Łabno  – między Kiełbasinem a Augustówkiem.

## Urodzeni w Łosośnie
- Tadeusz Malewicz (ur. w 1950) – inżynier i działacz polonijny, współzałożyciel i wiceprzewodniczący Związku Polaków na Białorusi
- Tadeusz Gawin (ur. w 1951) – publicysta i działacz polonijny, współzałożyciel i pierwszy przewodniczący ZPB
- Alena Sobalewa (ur. w 1993) – białoruska lekkoatletka specjalizująca się w rzucie młotem